# 词典 (应用程序)
辭典（英語：Dictionary）是蘋果公司辭典軟體，內置於作業系統系列。辭典軟件內建了幾款辭典，英文部份分別是：《新牛津美語大辭典》（第二版）、《牛津美國作家同義詞典》的英文解釋以及Apple辭典，中文詞典部分，包含五南《國語活用辭典》、《譯典通英漢雙向字典》，而日文辭典部份，則包括《大辭泉》、《現代英和和英中辭典》及《類語類解辭典》。與大多數辭典軟體不同，蘋果辭典提供了查詢維基百科的功能，可以自各語言版本的維基百科下載條目釋義。

## 歷史
作業系統的前身亦提供有辭典功能，叫做「數位韋氏辭典」，其中的詞條均來自《韋氏大學生詞典》（第九版）與《韋氏大學生同義詞典》。這個詞典功能可以從各個程式取詞。

## 功能
辭典軟體與系統結合非常緊密，可自其他系統程式（如）直接取詞，也可自直接查詢。此外，辭典功能還結合進了，使取詞十分方便。此外，在辭典給出釋義中點擊任何一個詞匯均可跳至這個詞匯的釋義。
另外，對於非系統程式，只要是架構的軟體皆可使用服務調用辭典。例如，用戶可以選中一個詞，然後選擇「菜單－服務－在辭典中查詢」，即可立刻得到這個詞的釋義。這種系統級嵌入主要是透過一個協議做到的，實際上在瀏覽器中輸入這個協議後加任何一個詞都可以給出這個詞的釋義。（例如，輸入即可給出這個詞的釋義。）
辭典軟體中已提供的詞庫非常全面，涵蓋英語單詞、方言詞匯、人名地名、化學用詞等。辭典軟體利用存儲詞庫，但使用預編譯入程式的索引查詞，因此擴展詞庫是不可能的。
辭典軟體亦提供有美式英語與英式英語的注音，用戶可在偏好設定中自行選擇。但需注意，中輸入框的拼寫檢查功能並非依賴詞典軟體，而是獨立使用另一套詞庫。